# Кванан (мост)
Мост Квана́н (кор. 광안대교, 廣安大橋, Gwangandaegyo, Kwang-an-taegyo, Кванан-тэгё) — висячий мост через залив Суёнман, соединяющий Хэундэгу с Суёнгу и Намку города-метрополии Пусан, Республика Корея. Это второй по длине мост в стране и один из символов Пусана и района Суёнгу. Его длина около 1620 метров, а общая длина моста составляет 7420 метров. Длина основного пролёта 500 метров.
Строительство началось в 1994 году и было завершено в декабре 2002 года. Из-за XIV Азиатских игр, которые проходили в Пусане, движение по мосту было временно открыто в сентябре—октябре 2002 года, ещё до завершения строительства. Официальное открытие моста Кванъан состоялось в январе 2003 года. Стоимость моста составила 789,9 млрд вон.